# Royal Stuart Society
 (novembre 2024).
Le contenu est difficilement compréhensible vu les erreurs de traduction, qui sont peut-être dues à l'utilisation d'un logiciel de traduction automatique.
 (octobre 2024).
La Royal Stuart Society ou Société Royale Stuart en français , fondée en 1926, est la plus grande organisation jacobite existante au Royaume-Uni. Son nom complet est The Royal Stuart Society and Royalist League, bien qu'elle soit mieux connue simplement sous le nom de « Royal Stuart Society ». Il reconnaît François, duc de Bavière, comme chef de la maison Stuart, tout en s'abstenant de faire en son nom toute action qu'il n’ordonne pas lui-même.
La société organise des événements annuels pour commémorer les principaux anniversaires du jacobitisme et d'autres événements d'intérêt royaliste.

## Histoire
Après la Première Guerre mondiale, le mouvement jacobite est en plein désarroi. La Royal Stuart Society a été créée par le capitaine Henry Stuart Wheatly-Crowe, qui en fut le premier gouverneur général, et par des représentants de la Royalist Association et d'autres organismes défunts ou moribonds qui soutenaient la succession jacobite au trône britannique. La Royal Stuart Society se considère comme le successeur et effectivement la continuation des organismes du renouveau néo-jacobite, tels que la Ligue jacobite légitimiste de Grande-Bretagne et d'Irlande (fondée en 1891 par Herbert Vivian, Ruaraidh Erskine et Melville Henry Massue) , l'Ordre de la Rose Blanche et le Thames Valley Legitimist Club. Parmi ses autres fondateurs figuraient Lionel Erskine-Young, 29e comte de Mar (1891-1965) et Reginald Lindesay-Bethune, 12e comte de Lindsay (1867-1939).

## Objectifs
Les objectifs de la Royal Stuart Society sont les suivants : (1) être ouverte à tous ceux qui ont un intérêt dans les membres de la Maison de Stuart royale, leurs descendants et partisans ; (2) promouvoir la recherche et l'approfondissement des connaissances sur l'histoire des Stuart ; (3) défendre la Monarchie légitime et s'opposer au républicanisme ; et (4) organiser des commémorations, des conférences et d'autres activités susceptibles de faire progresser ces objets. Il se décrit sur son site Internet comme étant « monarchiste et traditionaliste ».

## Direction
Depuis 2023,le gouverneur général est Murray Beauclerk, 14e duc de St. Albans, un descendant du monarque Stuart Charles II et sa maîtresse, Nell Gwyn, par l'intermédiaire de leur fils illégitime, Charles Beauclerk, 1er duc de St. Albans. Son fils, Charles Beauclerk, comte de Burford, est également vice-président de la Société. Les autres vice-présidents de la Royal Stuart Society comprennent : 
- Princesse Lew Sapieha, une noble polono-lituanienne

- Prince Filippo Rospigliosi, 12e comte de Newburgh, pair écossais

- Comte Nikolai Tolstoï , monarchiste et historien britannique, et actuel chef nominal de la Maison de Tolstoï

- Ian Maitland, 18e comte de Lauderdale, pair écossais

- Lucius Cary, 15e vicomte Falkland, noble et homme politique britannique

- Edward Corp, ancien professeur d'histoire britannique à l'Université de Toulouse à Toulouse, France
- Lady Antonia Fraser , auteur britannique d'histoire, de romans, biographies et fiction policière